# Герцог Корнуолльский

Флаг герцогов Корнуолльских

Герб герцогов Корнуолльских

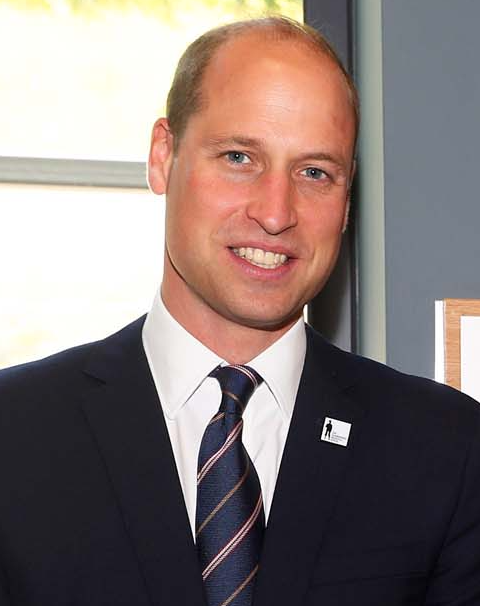
Уильям, герцог Корнуолльский с 2022 года

Герцог Корнуолльский (англ. Duke of Cornwall) — титул, который по рождению носит в Англии наследник престола, являющийся старшим сыном монарха.

## Общие сведения
Герцог Корнуолльский является первым пэром королевства Англия и единственным среди герцогов Великобритании, обладающим в настоящее время собственным герцогством (duchy) — Duchy of Cornwall. Хотя в современной Великобритании формально существует также ещё герцогство Ланкастерское — с 1413 года, то есть со времени правления в Англии Генриха V, герцогство Ланкастерское является собственностью монархов и источником их персональных доходов. В настоящее время титул герцога Корнуолльского носит Уильям, принц Уэльский.

## История
Титул герцога Корнуолльского является принадлежностью старшего сына британского монарха. Впервые он был пожалован Эдуарду Чёрному Принцу, старшему сыну короля Англии Эдуарда III. Так как Чёрный Принц умер раньше своего отца, титул герцога стал носить его сын, будущий король Ричард II. В 1421 году было законодательно закреплено правило, согласно которому герцогство всегда переходит к старшему сыну и наследнику правящего монарха. Если старший сын короля (королевы) умирает, то титул и герцогство не переходит к его сыну. Если он умирает бездетным, то наследником престола и герцогства является следующий по старшинству сын суверена. Однако титул и герцогство никогда не переходят к внуку правящего монарха, но только к его сыновьям — даже в том случае, если внук становится наследником короны. Например, являясь наследником короля Георга II, Георг III, будучи принцем Уэльским, никогда не был герцогом Корнуолльским, так как был внуком короля.

## Герцогство Корнуолльское
В настоящее время территория герцогства занимает площадь в 570 км². Земли герцогства разбросаны по территории 23 графств Англии и Уэльса, половина из них находится в графстве Девон.
Согласно традиции, герцог должен взимать феодальную дань и повинности. Принц Чарльз, как сюзерен, принимал таковые в замке Ланчестон Кастл в 1973 году. Среди доставленного герцогу оброка были: пара белых перчаток, пара охотничьих собак, по фунту перца и тмина, позолоченные шпоры, 100 серебряных шиллингов, лук, острога для ловли лосося и дрова. Кроме всего этого и подобного, герцог Корнуолльский получает доход от своих земельных владений в герцогстве. Также он имеет определённые государственные права на территории графства Корнуолл: верховного шерифа графства назначает герцог Корнуолльский, а не монарх, как в прочих графствах Англии и Уэльса. Выморочное имущество переходит во владение герцога, а не короля, как в других местах. Это право (Bona Vacantia) распространяется также на найденные клады и сокровища, и на разбитые в кораблекрушениях или выброшенные на берег морем корабли.
В 2012 финансовом году доходы герцогства Корнуолльского составили 19 миллионов фунтов стерлингов, не облагаемых налогами (однако принц Чарльз выплачивал налоги добровольно — 4,4 миллиона в том же году).

## Список герцогов Корнуолльских
- 1337—1376: Эдуард Чёрный Принц (15 июня 1330 — 8 июня 1376), старший сын короля Англии Эдуарда III Плантагенета и Филиппы Геннегаузской. Также носил титулы: принц Уэльский (1343), герцог Аквитанский (1362—1372), граф Честер (1333);
- 1376—1377: Ричард Бордоский (6 января 1367 — январь 1400), второй сын Эдуарда Плантагенета, Черного Принца и Джоанны Плантагенет. Также носил титулы: принц Уэльский и граф Честерский (1376). Позднее король Англии Ричард II (1377—1399);
- 1399—1413: Генрих Монмут (16 сентября 1387 — 31 августа 1422), старший сын короля Англии Генриха IV и Марии де Богун. Также носил титулы: принц Уэльский и граф Честерский (1399), герцог Аквитанский (1399) и герцог Ланкастерский (1399). Позднее король Англии Генрих V (1413—1422);
- 1421—1422: Генрих Виндзорский (6 декабря 1421 — 21/22 мая 1471), единственный сын короля Англии Генриха V и Екатерины Валуа. Позднее король Англии Генрих VI (1422—1461, 1470—1471);
- 1453—1471: Эдуард Вестминстерский (13 октября 1453 — 4 мая 1471), единственный сын короля Англии Генриха VI и Маргариты Анжуйской. Также носил титулы: принц Уэльский и граф Честерский (1454);
- 1470—1483: Эдуард Плантагенет (4 ноября 1470—1483?), старший сын короля Англии Эдуарда IV и Елизаветы Вудвилл. Также носил титулы: принц Уэльский и граф Честерский (1471), граф Марч (1471), граф Пембрук (1479). Позднее король Англии Эдуард V (9 апреля 1483 — 26 июня 1483);
- 1483—1484: Эдуард Миддлгемский (декабрь 1473 — 9 апреля 1484), сын короля Англии Ричарда III и Анны Невилл. Также носил титулы: принц Уэльский и граф Честерский (1483), граф Солсбери (1478);
- 1486—1502: Артур Тюдор (20 сентября 1486 — 2 апреля 1502), старший сын короля Англии Генриха VII Тюдора и Елизаветы Йоркской. Также носил титулы: принц Уэльский и граф Честерский (1489);
- 1502—1509: Генрих Тюдор (28 июня 1491 — 28 января 1547), второй сын короля Англии Генриха VII Тюдора и Елизаветы Йоркской. Также носил титулы: принц Уэльский и граф Честерский (1504), герцог Йоркский (1494—1504);
- 1511—1511: Генрих, герцог Корнуолльский (1 января — 23 февраля 1511), старший сын короля Англии Генриха VIII от первого брака с Екатериной Арагонской;
- 1514—1514: Генрих, герцог Корнуолльский (декабрь 1514), третий сын короля Англии Генриха VIII от первого брака с Екатериной Арагонской;
- 1537—1547: Эдуард Тюдор (12 октября 1537 — 6 июля 1553), единственный сын короля Англии Генриха VIII от третьего брака с Джейн Сеймур. Также носил титулы: принц Уэльский и граф Честерский (с 1537). Позднее король Англии Эдуард VI (1547—1553);
- 1603—1612: Генрих Фредерик Стюарт (19 февраля 1594 — 6 ноября 1612), старший сын короля Англии Якова I Стюарта и Анны Датской. Также носил титулы: принц Уэльский и граф Честерский (1610), герцог Ротсей, граф Каррик и другие;
- 1612—1625: Карл Стюарт, 1-й герцог Йоркский (19 ноября 1600 — 30 января 1649), второй сын короля Англии Якова I Стюарта и Анны Датской. Также носил титулы: принц Уэльский и граф Честерский (1616), герцог Ротсей, герцог Олбани и герцог Йоркский. Позднее король Англии, Шотландии и Ирландии Карл I;
- 1629—1629: Чарльз Джеймс Стюарт (род. и ум. 13 марта 1629), старший сын короля Англии Карла I и Генриетты-Марии Французской;
- 1630—1649: Карл Стюарт (29 мая 1630 — 6 февраля 1685), второй сын короля Англии Карла I и Генриетты-Марии Французской. Также носил титулы: принц Уэльский и граф Честерский (1638), герцог Ротсей и др. Позднее король Англии, Шотландии и Ирландии Карл II (1660—1685);
- 1688—1702: Джеймс Френсис Эдвард Стюарт (10 июня 1688 — 1 января 1766), единственный сын короля Англии Якова II Стюарта и Марии Моденской. Также носил титулы: принц Уэльский и граф Честерский (1688—1702), герцог Ротсей и другие;
- 1714—1727: Принц Джордж, 1-й герцог Кембриджский (10 ноября 1683 — 25 октября 1760), сын короля Великобритании Георга I и Софии Брауншвейг-Целльской. Также носил титулы: принц Уэльский и граф Честерский (1714), наследный принц Ганноверский, герцог Ротсей и др. Позднее король Великобритании Георг II (1727—1760);
- 1727—1751: Принц Фредерик (1 февраля 1707 — 31 марта 1751), сын короля Великобритании Георга II и Каролины Ансбахской. Также носил титулы: принц Уэльский и граф Честерский (1729), герцог Ротсей, герцог Эдинбургский;
- 1762—1820: Принц Джордж (12 августа 1762 — 26 июня 1830), старший сын короля Великобритании Георга III и Шарлотты Мекленбург-Стрелицкой. Также носил титулы: принц Уэльский и граф Честерский (1762), герцог Ротсей и др. Позднее король Великобритании Георг IV (1820—1830);
- 1841—1901: Принц Альберт Эдвард (9 ноября 1841 — 6 мая 1910), старший сын королевы Великобритании Виктории и принца-консорта Альберта Саксен-Кобург-Готского. Также носил титулы: принц Уэльский и граф Честерский (1841), герцог Ротсей, граф Дублинский (1850). Позднее король Великобритании Эдуард VII (1901—1910);
- 1901—1910: Принц Джордж, 1-й герцог Йоркский (3 июня 1865 — 20 января 1936), второй сын короля Великобритании Эдуарда VII и Александры Датской. Также носил титулы: принц Уэльский и граф Честерский (1901), герцог Йоркский, герцог Ротсей и другие. Позднее король Великобритании Георг V (1910—1936);
- 1910—1936: Принц Эдуард (23 июня 1894 — 28 мая 1972), старший сын короля Великобритании Георга V и Марии Текской. Также носил титулы: принц Уэльский и граф Честерский (1910), герцог Ротсей (1910) и др. Позднее король Великобритании Эдуард VIII (1936), затем герцог Виндзорский;
- 1952—2022: Принц Чарльз (род. 14 ноября 1948), старший сын королевы Великобритании Елизаветы II и принца-консорта герцога Эдинбургского. Также носил титулы: принц Уэльский и граф Честерский (1958), герцог Ротсей, граф Каррикский, барон Ренфрю (1952), герцог Эдинбургский, граф Мерионетский, барон Гринвич (2021) и другие. Позднее король Великобритании под именем Карл III.
- 2022 — Принц Уильям (род. 21 июня 1982), старший сын короля Великобритании Карла III и его первой жены Дианы, принцессы Уэльской. Также носит титулы: принц Уэльский и граф Честерский (2022), герцог Кембриджский, граф Стратерн, барон Каррикфергус (2011), герцог Ротсей, граф Каррикский, барон Ренфрю и другие.